# Busset
Busset (okzitanisch gleichlautend) ist eine französische Gemeinde mit 810 Einwohnern (Stand 1. Januar 2022) im Département Allier in der Region Auvergne-Rhône-Alpes. Sie gehört zum Arrondissement Vichy und zum Kanton Lapalisse.

## Geografie
Die Gemeinde Busset liegt am Rand der nördlichsten Ausläufer des Zentralmassivs, etwa zehn Kilometer südöstlich von Vichy. Im Süden grenzt das fast 37 km² umfassende Gemeindegebiet an das Département Puy-de-Dôme.

## Bevölkerungsentwicklung
| Jahr                       | 1962 | 1968 | 1975 | 1982 | 1990 | 1999 | 2006 | 2014 | 2022 |
| Einwohner                  | 976  | 914  | 820  | 853  | 881  | 852  | 880  | 926  | 810  |
| Quellen: Cassini und INSEE |      |      |      |      |      |      |      |      |      |

## Sehenswürdigkeiten
- Château de Busset, Ende des 13. Jahrhunderts vom Templerorden errichtet, in der Renaissance-Zeit verändert; großzügige befestigte Anlage; Orionturm mit achteckigem Dach; mit Fresken des 16. Jahrhunderts; Park im italienisch-französischen Stil, Monument historique[1]
- Kirche Saint-Vincent (19. Jahrhundert); Christus am Kreuz (17. Jahrhundert), Notre-Dame-de-Bonne-Grâce (16. Jahrhundert)[2]
- Kapelle Sainte Marguerite (16./18. Jahrhundert)

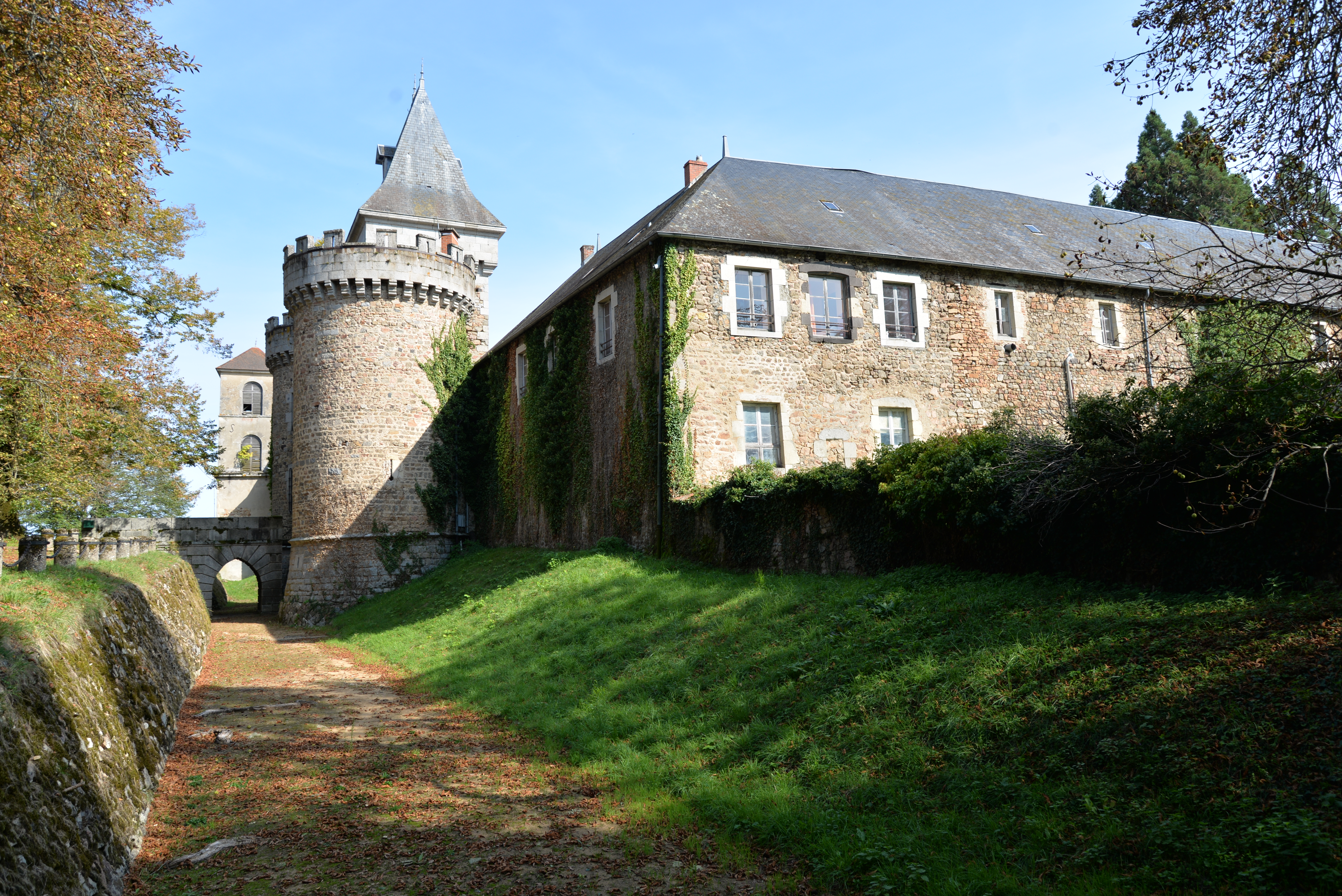
Château de Busset

## Persönlichkeiten
- Philippe Bugalski (1963–2012), Rallyefahrer

## Belege
1. ↑  Château de Busset in der Base Mérimée des französischen Kulturministeriums (französisch)
2. ↑  Eintrag auf culture.gouv.fr